# Kirith Entwistle
Kirith Entwistle, née Kaur Ahluwalia vers 1991 à Southall, est une personnalité politique britannique du Parti travailliste.

## Biographie
Kirith Entwistle naît à Southall. Ses grands-parents sont des indos-kenyans qui ont émigré au Royaume-Uni dans les années 1970. Son père, originaire de Delhi, a émigré au Royaume-Uni dans les années 1980.
En 2024, elle est élue députée.